# Herren och hans tjänare
Herren och hans tjänare (originaltitel Herren og hans tjenere) är en norsk svartvit dramafilm från 1959. Den regisserades av Arne Skouen, som även skrev manus baserat på Axel Kiellands pjäs med samma namn. I huvudrollen som biskop Sigurd Helmer ses Claes Gill. Filmen hade premiär den 2 mars 1969 och visades på Berlins filmfestival i juni samma år.

## Handling
Sigurd Helmer har just utsetts till biskop. Hans bittra rival om biskopstjänsten, Tornkvist, anmäler Sigurd för polisen och påstår att han lurat till sig ämbetet genom att i anonyma brev förtala Tornkvist. Senare samma kväll befinner sig herrarna på samma fest och Tornkvist delger då sin anmälan mot Sigurd. Samtidigt tillkännager han sin förlovning med Sigurds dotter Agnes, som tar parti mot sin far. Även Sigurds son börjar betvivla faderns oskuld. Den enda som fullt ut står på Sigurds sida är hans hustru. Sigurd ställs inför rätta.

## Rollista
- Claes Gill – Sigurd Helmer, biskop
- Wenche Foss – Fru Helmer
- Georg Løkkeberg – Arvid Tornkvist, dr. teologie
- Urda Arneberg – fröken Monsen
- Lars Andreas Larssen – Leif Helmer
- Anne-Lise Tangstad – Agnes Helmer
- Sverre Hansen – statsadvokaten
- Harald Heide Steen – försvararen
- Axel Kielland – domaren
- Einar Sissener – polis
- Egil Hjorth-Jenssen – skrivmaskinsreparatör
- Helge Essmar – predikanten
- Hans Coucheron-Aamot – Steen, biskop
- Carl Frederik Prytz – präst
- Harald Aimarsen
- Johnny Bergh
- Erik Melbye Brekke
- Rolf Christensen
- Oscar Egede-Nissen
- Harald Heide-Steen Jr.
- Thor Hjorth-Jenssen
- Erik Lassen
- Henny Moan
- Unni Torkildsen
- Stevelin Urdahl
- Baard Waage
- Øyvind Øyen

## Om filmen
Herren och hans tjänare producerades av Arild Brinchmann för Norsk Film A/S. Filmen bygger på Axel Kiellands pjäs Herren og hans tjenere som hade urpremiär på Nationaltheatret 1955 och året efter spelades på Trøndelag Teater. Pjäsen bygger på en sann historia från Sverige.
Filmen regisserades av Arne Skouen och är hans åttonde filmregi efter debuten med Gatpojkar (1949). Han skrev även filmen manus. Filmen spelades in med Finn Bergan som fotograf, assisterad av Hans Nord. För scenografin stod H.C. Hansen (dekorationer) och Grethe Hejer (arkitekt). Filmen klipptes samman av Bjørn Breigutu. Musiken komponerades av Gunnar Sønstevold.
Herren och hans tjänare hade premiär den 2 mars 1959 i Norge. I juni samma år visades filmen på Berlins filmfestival. Den hade svensk premiär den 2 november 1959 på biograf Spegeln i Göteborg och dansk premiär den 7 januari 1964. Filmen har även visats i Sveriges Television TV2 den 18 september 1976. Den utkom på DVD den 14 oktober 2009.